# Duripelta mawhero
Duripelta mawhero är en spindelart som beskrevs av Forster och Norman I. Platnick 1985. Duripelta mawhero ingår i släktet Duripelta och familjen Orsolobidae. Inga underarter finns listade i Catalogue of Life.